# أودريي باستيان
أودري باستيان (ولدت في 10 ديسمبر 1991) هي ممثلة فرنسية. ظهرت في أكثر من عشرين فيلما منذ عام 2010.

## أفلامها المختارة
| العام | العنوان            | دور | ملاحظات |
| ----- | ------------------ | --- | ------- |
| 2010  | الأنوارانطفأت      |     |         |
| 2011  | 18 سنة وارتفاع     |     |         |
| 2014  | 2 رطب، 3 في الشتاء |     |         |
| 2015  | لعبة كبيرة         |     |         |

## وصلات خارجية
- أودريي باستيان على موقع IMDb (الإنجليزية)
- أودريي باستيان على موقع ألو سيني (الفرنسية)
- أودريي باستيان على موقع أول موفي (الإنجليزية)
- أودريي باستيان على موقع قاعدة بيانات الفيلم (الإنجليزية)
- أودريي باستيان على موقع كينوبويسك (الروسية)